# ドラえもんのひみつ道具 (む)
ドラえもんのひみつ道具 (む) では、藤子・F・不二雄の漫画『ドラえもん』、『大長編ドラえもん』(VOL.1〜17)、藤子・F・不二雄のその他の著作に登場するひみつ道具のうち 、読みが「む」で始まるものを列挙する。

## ムードスタンド
ムードスタンドは、「ドラえもんとドラミちゃん」（てんとう虫コミックス『ドラえもんプラス』第4巻に収録）に登場する。
ドラミの道具。ハートマークが描かれた電気スタンド。これを灯すと周囲が柔らかな灯りに包まれ、静かな音楽が奏でられ、最高のムードとなる。

## ムードもりあげ楽団
ムードもりあげ楽団（ムードもりあげがくだん）は、「ムードもりあげ楽団登場!」（てんとう虫コミックス第14巻に収録）、「ジャイアンテレビにでる!」（てんとう虫コミックス第30巻に収録）、『ドラえもん のび太の海底鬼岩城』に登場する。
小さい卵形のロボット3体（『のび太の海底鬼岩城』では4体（映画では8体）、映画『ドラえもん のび太とロボット王国』では10体）がセットとなっており、それぞれバイオリン、太鼓、トランペットなどの楽器を持っている。この楽団を人に付け回させることで、その場の状況・付けている人の気分に合わせた音楽を演奏し、場のムードを盛り上げる。
ミニチュア早乙女
テレビアニメ第2作第2期オリジナルの道具。ドラえもんのひみつ道具 (しは-しん)#しゅみの日曜農業セットを参照。

## ムシスカン
ムシスカンあるいは虫スカン（むしスカン）は、「ニクメナイン」（てんとう虫コミックス第8巻に収録、ムシスカン表記）、「しずちゃんさようなら」（てんとう虫コミックス第32巻に収録、虫スカン表記）に登場する。
錠剤の一種。これを1粒飲むと「ふゆかい放射能」というものを身体から発し、「虫の好かない人間」としてしばらくの間だれからも嫌われる。憎まれない人柄となる「ニクメナイン」の逆の効果を持つ薬だが、外見はほぼ同じのためまぎらわしい。
「ムシスカン」と「虫スカン」では効果に微妙な違いがある。
ムシスカン
周囲の人間が服用者を極端に嫌うようになり、その場から服用者が追い出されたり妬まれたりする。
虫スカン
周囲の人間がふゆかい放射能の効力で服用者から逃げ出すようになるが、服用者自体を嫌うことはない（事実、しずかはふゆかい放射能の効力で逃げ出しそうになったものの、のび太自体を嫌いになることはなくそのまま助け出している）。
のび太が「ニクメナイン」と間違えて大量に飲んだとき、「ニクメナイン」では本来の嫌われる効果だけで副作用らしきものは見られなかったが、「しずちゃんさようなら」では副作用で瀕死に陥った（自殺でもするのではないかと心配していたしずかが、ふゆかい放射能を突っ切って介抱し吐かせて助けた）。本作に登場する内服薬では珍しい、命に関わる副作用が出た例である。
テレビアニメ第2作第1期「のび太はニクメない?」（1992年12月4日放送、ビデオソフト未収録）では名称は同じだが、「ニクメナイン」と同じくビンに入っているドリンクとして登場した。のび太は「ニクメナイン」と間違えて飲んでしまい、そのことにより犬や猫に襲われたり、母の玉子や友人(ジャイアン、スネ夫、しずかなど)、周囲の人々、さらにはドラえもんやジャイ子にまで嫌われる、睨まれる、非難される、攻撃される、因縁をつけられるオチになった。
テレビアニメ第2作第2期「しずかちゃんさようなら」（2005年7月8日と2012年2月3日の2回放送）では薬液とされ、体に1、2滴かけて使用する。かけた部分を水で洗い落とせば薬の効果がなくなる。
『STAND BY ME ドラえもん』ではストローが付いた洋ナシ型の容器に入った液体とされ、中にはゼリーのような玉が浮かんでいる。
似た効力の道具にスカンタコがある。

## 虫の声の素
虫の声の素（むしのこえのもと）は、「月の光と虫の声」（てんとう虫コミックス第4巻に収録）に登場する。
外見は花の咲いた草のようで、花の露を虫にかけると、たとえ発声器官を持たない虫でもマツムシ、スズムシ、コオロギ、ウマオイなどのように美しい声で鳴くようになる（作中ではゴキブリにかけた）。
この道具は原作では名称不明。テレビアニメ第2作第2期や『ドラえもん全百科（ドラえもんオールひゃっか）』（1979年7月発行）を始めとするひみつ道具の事典では一様に「虫の声の素」としている。

## ムシャクシャタイマー
ムシャクシャタイマーは、「ムシャクシャカーッとしたら」（てんとう虫コミックス第44巻に収録）に登場する。
砂時計を象った道具。この道具はストレスが溜まっているとき、何か物を壊して発散したいとき、この道具をセットして物を壊す。そしてタイマーをひっくり返すと、壊れた物がタイマーをセットした時点の状態に戻る。たとえば、タイマーをセットした状態でイスを投げて窓ガラスを割り、タイマーをひっくり返すと、イスが元の位置に戻り、割れたガラスの破片も元に戻る。
ただし4回までしか使うことのできない使い捨てタイプであり、それ以降はひっくり返しても壊れたものは元に戻らない。テレビアニメ第2作第1期「ムシャクシャタイマー」（1993年3月12日放送）では効果が5回までになった。

## 虫の知らせアラーム
虫の知らせアラーム（むしのしらせアラーム）は、『ドラえもん のび太の魔界大冒険』に登場する。
ドラミの道具。ハチのような虫の形をしたアラームで、仲間に危機が訪れると鳴って「虫の知らせ」のように知らせてくれる。
改良型 虫の知らせアラーム
『ドラえもん なぜなに探検隊』第1話「結成、なぜなに探検隊!!」（岡田康則作画。『コロコロイチバン!』2008年第19号に掲載）に登場する。
データロボットのDマンの道具。虫の知らせアラームに似ているが、虫の部分が土台から外れて自律行動できるようになっている。任意の人物のにおいを覚えさせておくと、そのにおいに反応して、アラームを鳴らしながら飛び回る。

## 無視虫
無視虫（むしむし）は、「無視虫」（てんとう虫コミックス『ドラえもんプラス』第5巻に収録）に登場する。
虫かごに虫型の道具が何匹も入っている。一見ノミのような形で誰かを無視している人にこの虫をとりつかせておくと、虫の付いた者が無視している相手に話しかけた際、この虫が体を刺す。涙目でひっくり返るほどの痛みがあるらしい。
作中ではジャイアンが、のび太をいじめた所を母親に目撃されて叱られたのを告げ口されたと邪推し、スネ夫の提案で「のび太を無視しろ」と周りの児童を煽動してのび太を孤立させた。それを知って大激怒したドラえもんは無視虫をジャイアンとスネ夫にとりつかせ、「のび太から嫌がらせを受けても、のび太を無視しなければならない」という強行手段を取った。

## むしめがね
むしめがねは、「むしめがねでへんしん」（藤子・F・不二雄大全集第5巻に収録）に登場する。
この虫眼鏡を覗くと、体が昆虫に変身する。反対側から覗くと元の姿に戻る。これによりのび太はトンボ、ドラえもんはテントウムシ、しずかはチョウ、スネ夫はハチに変身したが、どのように虫の種類を指定するかは作中では描かれていない。ところが、ジャイアンは「ちゃわんむし」に変身してしまった。

## 無重力ネット
無重力ネット（むじゅうりょくネット）は、『ドラえもん のび太と夢幻三剣士』に登場する。
作中では投石器による石弾攻撃を防ぐために用いられた道具。大長編と映画では外見、使用法および効果がいずれも異なる。
大長編
火薬を用いたパーティーグッズであるクラッカーに似た道具。上に向かって打ち上げると、周囲数十メートルの上空が無重力状態となり、外から飛来する物がすべて無重力に巻き込まれて宇宙へと飛んでゆく。
映画
目測2メートル程度の筒状の道具。網をバズーカのように撃ち出して標的物を捕らえ、無重力状態でふわふわと宙に浮かべてしまう。

## 虫よせボード
虫よせボード（むしよせボード）は、「虫よせボード」（てんとう虫コミックス第44巻に収録）に登場する。
草や木や花が描かれたボード。これを壁などに掛けて飾っておくと、自然に虫が寄ってくる。タンポポ、木の幹、切り取った竹などがある。寄ってくる虫は、アゲハチョウ、セミ、クワガタムシ、カブトムシ、トンボ、ミツバチなど様々である。
描かれている光景は見せかけではなく、ボードの中に実際に別空間が存在し、本当に植物などが植えられている。寄ってきた虫がボードの中に住み着いたり、中に産みつけられた卵が、孵って成長したりする。

## 無人境ドリンク
無人境ドリンク（むじんきょうドリンク）は、「無人境ドリンク」（てんとう虫コミックス第38巻に収録）に登場する。
ドリンクがビンに入っている道具である。ビンのラベルには「NO BODY」という文字が見える。このドリンクを飲むと人（ドラえもんや動物にも効果あり）に決して出会うことはない。人に出会うことはできないため、タダ食いは勿論立ち読みしても怒られる心配はない。効果は数時間続く。出会うことがないといっても偶然出会わないだけであり、単なるすれ違い、外出する、インターホンが壊れている、トイレに入っている、閉店等といった形でドリンクを飲んだ者と出会わない。
なお、翌日にはドリンクの効き目が切れていたものの、この時のび太は休みであるにもかかわらず学校に行ったため、まだ効果が続いていると勘違いし、最後まで誰とも会わないままに終わってしまった。

## 無人たんさロケット
無人たんさロケット（むじんたんさロケット）は、「宇宙人の家?」（てんとう虫コミックス第14巻に収録）に登場する。
人間が行けないような場所を詳しく調査するための道具。宇宙探査機（ランダー）のミニチュアのような探査ロケットを、箱形の装置から遠隔操作する。レーダーを搭載しているので障害物を避けながら自動で移動することができ、周囲の写真を撮って転送することも可能。

## むすびの糸
むすびの糸（むすびのいと）は、「むすびの糸」（てんとう虫コミックス第31巻に収録）に登場する。
この糸を2人の人間（もしくは物）に結びつけると、2人がひとりでに引き寄せられ、ピタッとくっついて10分間離れない。

## 無生物さいみんメガホン
無生物さいみんメガホン（むせいぶつさいみんメガホン）は、「ドライブはそうじ機に乗って」（「無生物さいみんメガフォン」表記。てんとう虫コミックス第18巻に収録）、「魔女っ子しずちゃん」（てんとう虫コミックス第26巻に収録）、「空とぶマンガ本」（てんとう虫コミックス第40巻に収録）に登場する。
無生物、つまり生命を持たない物体に催眠術をかける道具。このメガホンで物に向かって「君は――だ」と呼びかけると、その物体がその呼び掛けた言葉のものになりきって動き出す。たとえば掃除機に向かって「君はスーパーカーだ」と言えば、掃除機がスーパーカーのように高速度で走り出す。物によっては催眠術にかかりにくいものもあるらしく、効果が現れにくい場合もある。催眠術で空想上の物（ほうきを「空飛ぶほうき」にするなど）にすることもできる。
また、対象物があまりにも大きい場合、一部にしかかからないパターンもある。
変化の例
「ドライブはそうじ機に乗って」
- 鏡台　→　テレビ（鏡面に画像が映り、引き出しのつまみが選局ダイアルになる）
- 伝記の本　→　漫画の本（読んで面白おかしく感じる）
- 机　→　ピアノ（引き出しの中を鍵盤のように押して鳴らす）
- バット　→　ラッパ（柄尻の方から吹き鳴らす）
- 2階の窓　→　1階の窓（開けると1階の外につながる）
- 階段　→　エスカレーター
- 廊下の床　→　トランポリン
- 座蒲団　→　空飛ぶ絨毯
- 掃除機　→　スーパーカー（最大時速300km。周囲の人々からも格好よく見える）
- スネ吉のスーパーカー　→　ごみ収集車（ひとりでにゴミ集積所に停まり、近隣住民がゴミを放り込む）

「魔女っ子しずちゃん」
- 箒　→　空飛ぶ箒（最初は静香の家の箒にかけたが、箒が勝手に何処かへ飛んでしまった。これに関してドラえもんは「箒の中にはそそっかしいものもある」（大山のぶ代版のテレビアニメでは「箒の中にものび太くんみたいにそそっかしいのがいるんだね」）と言っている。
- バット　→　箒

「空とぶマンガ本」
- カレンダーと電気剃刀　→　電話機（剃刀が受話器、カレンダーの数字がキーになる。0のキーは書き足す）
- ドア　→　壁（開けられない）
- 2階の窓　→　東京タワー（庭から梯子で登ろうとするとかなりの高さ――階の指定がないが、仮にメインデッキなら120ｍ――登らないと辿り着けない）
- 本の詰まった箱　→　風船（軽くなる）
- 野球ボール　→　ウサギ（気ままな方向に跳ねる）
- 漫画の本　→　鳥（「ハクチョウのように」と言ったため、北の空へ飛び去った）

「ドラえもん のび太の南海大冒険」
- 岩　→　岩男（ゴーレムの様な姿に組み上がり敵に立ち向かった。静香が使用し、漫画版では「私たちを助けて」としか言っていないが映画版では「怪力岩男」と名称を明言している）

## 無生物しきぼう
無生物しきぼう（むせいぶつしきぼう）は、「無生物しきぼう」（てんとう虫コミックススペシャル『ドラえもん カラー作品集』第3巻に収録）に登場する。
音楽の指揮棒のような道具で、無生物に向かってこの棒を指揮棒のようにふるって言葉で命令すると、意のままに動かすことができる。オーケストラを指揮するかのように、複数の物を同時に動かすこともできる。

## むだ時間とりもどしポンプ
むだ時間とりもどしポンプ（むだじかんとりもどしポンプ）は、「『時』はゴウゴウと流れる」（てんとう虫コミックス第34巻に収録）に登場する。
過去に過ごした無駄な時間を取り戻し、また使うことのできる道具。
ペダルを足で踏むと、無駄な時間の分だけ機械に取り付けられている「時間風船」と呼ばれる風船が膨らんでゆく。ある程度膨らんだところでコックを捻ると風船が萎んでいき、萎んでいる間だけ全世界の時間が止まった状態になり、ポンプを踏んだ本人だけが動き回ることができる。
なお、時間は古くなるほど重くなり、ペダルを踏むにも力が要るため、取り戻せる時間には相応の限界がある。のび太が挑んだときは3日分の無駄時間、約10時間が限界だった。

## 夢中機
夢中機（むちゅうき）は、「夢中機を探せ」（てんとう虫コミックス『ドラえもんプラス』第2巻に収録）に登場する。
この機械を使うとなんでも夢中になれるという。作中ではドラえもんがこの道具の存在を示唆しているが、登場していない。

## 無敵砲台
無敵砲台（むてきほうだい）は、「スネ夫の無敵砲台」（てんとう虫コミックス第38巻に収録）に登場する。
ドラえもんがポケットから出したものではなく、ジャイアンに泣かされるスネ夫が、のび太から未来デパートのカタログを譲ってもらって買ったもの。部屋ほどの大きさもある砲台で、どこかにセットしておき、誰かを指差して「発射！」と合図すると、思いのままにいつでも誰でも砲撃できる。威力は相手が黒焦げになって倒れるほどだが、砲撃から逃れることも、砲撃を防ぐことも一切不可能。のび太がスネ夫に買ってあげたことが判明した際、ドラえもんがひっくり返って驚くほどの恐ろしい兵器である。
砲台の機能を停止できるのはセットした本人のみ。本人以外が停止させるには砲台を破壊するしか手段はないが、砲台に接近した者はレーダーによって探知され、たちどころに迎撃されるため、破壊は殆ど不可能と言える。ただし、レーダーは外見しか判断できない様であり、別の人物がセットした本人（例として入れかえロープでスネ夫の体になったのび太）に成りすましていた場合、砲台はその人物を本人と見なしてしまう。
テレビアニメ第2作第2期では、破壊しなくとも正面に設置されたスイッチ（OFFとかかれている）を押すことで砲台を停止させることができる事、ヒラリマントなど何らかの手段によって砲撃を逃れようとした者に向けては、防ぎきれないほどの多数の砲台を出してでも砲撃をしてくるという設定が追加された。
ロールプレイングゲーム『ドラえもん ギガゾンビの逆襲』では、複数の敵すべてを攻撃する戦闘用アイテムとして登場する。

## 無敵ホコとタテ全自動式
無敵ホコとタテ全自動式（むてきホコとタテぜんじどうしき）は、『ドラえもん のび太の創世日記』に登場する。
鋼鉄を貫く矛と、あらゆる攻撃を防ぐ盾のセット。弥生時代の青銅器を思わせる古風な外観が特徴的。
名前に反して必ずしも無敵というわけではなく、作中で新地球の大ムカデとの戦いに使った際、盾は毒液を受け止めたものの、矛は甲殻を貫けなかった。「鋼鉄は貫けても、鋼鉄のように硬い皮膚は無理」とのこと。

## 無敵メンコレータム
無敵メンコレータム（むてきメンコレータム）は、「メンコプリンター・無敵メンコレータム」（藤子・F・不二雄大全集第14巻に収録）に登場する。
メンソレータムに似たチューブ入りの塗り薬で、これをめんこに塗るととても強いめんこになる。叩きつければ強力な風を巻き起こし、たちどころに他のめんこを吹き飛ばしてしまうし、置いた状態では他のめんこの攻撃にもびくともしない。めんこ遊びではほんの少し塗るだけで充分だが、量をたっぷりと塗れば、めんこの巻き起こす風で人を吹き飛ばすこともできる。

## ムユウボウ
ムユウボウは、「夜の世界の王さまだ!」（てんとう虫コミックス第6巻に収録）に登場する。
眠っている人にこの棒で指示を出すと、夢遊病者のように眠ったまま実行させることができる。ただし命令がうまく伝わらないことがある。たとえばのび太が、玉子にラーメンを作るよう指示をしたところ、ラーメンを作ったものの自分で食べてしまった。ムユウボウで操られている間のことは夢として認識される。
テレビアニメ第2作第1期「ネッシーがくる!」で使われた際は、操っている相手に命令して完全に目覚めさせることもできている。
似た道具に「夢ふうりん」があるが、こちらは命令を正しく聞いてくれる。

## 夢遊ぼう
夢遊ぼうは「雪山遭難を助けろ」（藤子・Ｆ・不二雄大全集第3巻に収録）に登場する棒状の道具。
眠っている相手を棒で触ると、棒を持っている人の命令を聞いてくれる。道具の効果としては「夢ふうりん」に似ているが、眠りながらでも体力を消耗してしまう描写がある。前述のムユウボウとは形状が異なり、また命令は確実に伝わる違いがある。また「ムユウボウ」と「夢ふうりん」の相違点として、眠った相手の行動は本人の記憶には残らず夢として認識されない。

## ムリヤリキャッシュカード
ムリヤリキャッシュカードは、「ムリヤリキャッシュカード」（てんとう虫コミックス第35巻に収録）に登場する。
他人から無理やりお金を取り上げることのできるカード。外観は普通のキャッシュカードのようだが、中央に穴が開いている。前もって4桁の数字による暗証番号を決め、カード右下に記されている黒丸を指先で抑えて口で暗証番号を唱えれば準備完了。カードの穴から誰かを覗きながら、暗証番号と金額を口で唱えれば、カードからその分の現金が出てくる。
取り上げた分の現金は当然、相手の手持ちの現金の中から消えるが、手持ちのない場合は、その者の未来の収入を取り上げる。たとえば50円を取り上げた後、その者が百円玉を手に入れると、その百円玉が一瞬にして五十円玉に変わる。
作中では当初、のび太がジャイアンに貸した金を取り返すために使ったが、使用者と覗かれた相手の間に貸借がなくても使え、また覗かれた相手の方には何の手続きも必要ないので、他人からその場で気付かれることなく金を奪い放題という悪用が簡単にできてしまう道具。
のび太は暗証番号を（最初適当に決めて覚えられなかったため）自分の誕生日にしているが、これは「他人に知られやすいので使ってはいけない番号」と金融機関でも警告されている例である（作中でもスネ夫にすぐ見破られている）。

## むりやりちょきんばこ
むりやりちょきんばこは、「むりやりちょきんばこ」（藤子・F・不二雄大全集第10巻に収録）に登場する。
タコの形をした貯金箱。後頭部にあるメーターで貯めたい金額を指定すると、使用者がお金を持っていると無理矢理取り上げ、指定された金額が満たされるまで決して開かない。小遣いなどの金を持っているときはもちろんのこと、親のおつかいでお金を持たされたときや、友人が落とした財布を拾ってあげたときまでお金を取り上げるといった融通の利かなさが難点。無理に貯金箱を開けようとすると、タコのように墨を吹き付けられてしまう。指定した金額が満ちると、「パンパカパーン」とファンファーレが鳴ってタコの頭部が開き、貯まったお金が飛び出す。

## ムリヤリトレパン
ムリヤリトレパンは、「ムリヤリトレパン」（てんとう虫コミックス第17巻に収録）に登場する。
次々と事件を起こし、履いた人を強制的に走らせてしまうトレーニングパンツ（トレパン）。履いた本人に走る意志がまったくなくても、警官から逃走中の強盗、酒気帯び運転の車、蜂や転がる土管に追われるといった偶然の状況が続き、強制的に走らざるを得なくなくなる。少なくとも10キロメートルは走らないと止まらない。飽きっぽい人や運動不足の人のために作られた。途中でトレパンを脱げば走らずに済むようになるが、のび助は脱いだ後も結局走り続けていた（外で下半身が下着のみになって恥ずかしい思いをし、のび太が変なトレパンを履かせたせいだと追い回したため）。
作中ではのび助が着用したが、同様にのび助が使い偶然的事象に見舞われたアドベン茶とは異なり絶対安全の保証はない模様で、途中で蜂に刺されて負傷していた。
テレビアニメ第2作第1期「走れ！のび太」（1996年7月19日放送）ではのび助ではなく、マラソン大会の特訓用としてのび太が着用した。こちらでは止まるまでの距離が5キロメートルに縮小しているが、途中で脱ごうとしても常に「走らなければならない状況」に追われて脱ぐ暇がない。しかし他人に脱がされる分には脱げるらしく、ムリヤリトレパンを怪しんだジャイアンからは普通に脱がされている。その後は着用したジャイアンが母に追われて走り、解放されたのび太もそれに怒ったジャイアンに追われ、結局走り続ける羽目になった（ドラえもんは「脱いでもまだ走らせるなんて、あのトレパンはすごい」と感心していた）。
テレビアニメ第2作第1期「ジャイアンは天才少年」（1994年4月29日放送）では、トレパンを履くと足が勝手に動き出し、強制的に走らされるという設定になっている（ただし、これはのび太の夢の中での出来事であり、実際はどうなのかは不明）。
テレビアニメ第2作第2期「暴走ランナーパパ」では、フリーサイズ設定であり、のび太も走らせようとしたドラえもんがのび太から「ドラえもんは穿けないよね」と言われたことから、ムキになって、ムリヤリトレパンを着用したことから、のび助と共に走り続けていたが、偶然トレパンが脱げたことで、強制的に走らされる状況から解放された（ドラえもんは服を着ないのが基本状態なので、のび助と違い恥ずかしい思いはしなかった）。

## 無料ハンバーガー製造機
無料ハンバーガー製造機（むりょうハンバーガーせいぞうき）は、「のら犬『イチ』の国」（てんとう虫コミックス第22巻に収録）に登場する。
水と空気でクロレラを培養して人造肉を作り出す。パンで挟んだハンバーガーが作られるような描写はない（英語ではハンバーガーはハンバーグを差して呼ぶ場合もあるので、人造肉がハンバーグ状であると思われる）。のび太が母親に内緒でイヌやネコを飼い、その餌の工面のため、ドラえもんが苦心の末に購入に成功した。そしてそのイヌやネコ達を数億年前に住まわせる際、（イヌやネコを機械が操作できるよう進化させて）彼らの食料源として置いて行った。
本エピソードを原案にした『ドラえもん のび太のワンニャン時空伝』では「無料フード製造機」と呼ばれ、単に肉を作るだけではなく、イヌやネコの好みに合った餌を作る機械とされていた。